# 반란군 연합

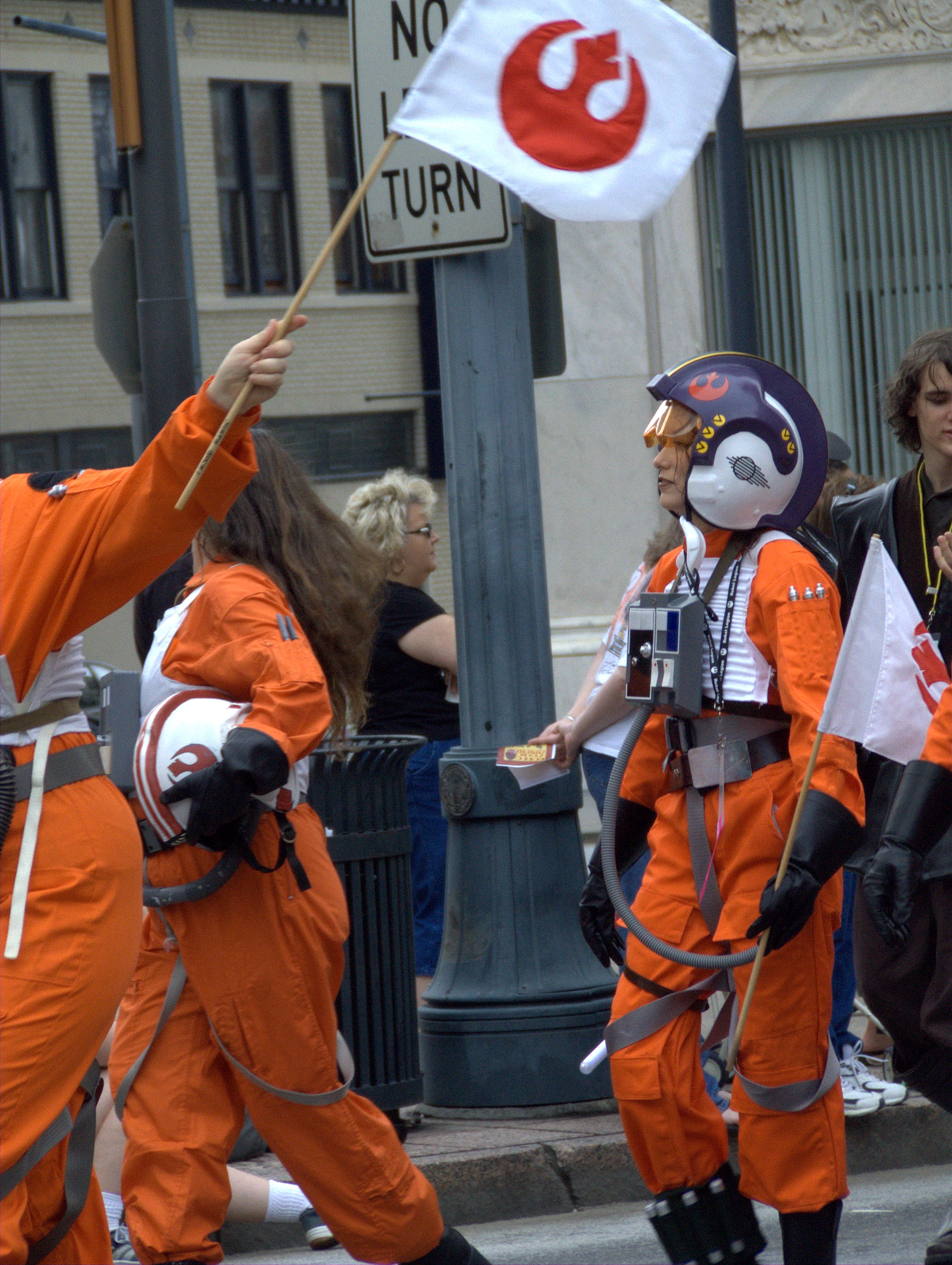

반란군 연합(Rebel Alliance)은 독재 정치에 의한 은하 제국에 대항하기 위해 만들어진 조직이다.

## 상세
정식 명칭은 공화국 재건 연합 (Alliance to Restore the Republic)이다. 야빈 전투로부터 19년 전 공화국이 멸망하고 독재 정권 체제로 전환된 은하 제국이 탄생하자 은하계 여러 곳에서 폭정에 반대하는 가진 집단들이 반란군을 창립하였고 은하계 곳곳에서 제국에 대한 반란 활동이 거세졌으며 반란군 세력들은 반란군 연합을 창립한다.

## 그 외
스타워즈: 깨어난 포스에서 등장하는 저항군 (Resistance)과는 다른 조직이다.

## 같이 보기
- 은하 공화국
- 은하제국 (스타워즈)